# 埠頭を渡る風
「埠頭を渡る風」（ふとうをわたるかぜ）は、松任谷由実の通算12枚目のシングル。東芝EMIより1978年10月5日に発売。1989年6月28日にCDシングルとして再発された。6枚目のオリジナルアルバム『流線形'80』に収録。

## 解説
オリジナル7インチシングル盤ジャケットでは「埠頭を渡る風。」と表記。
「埠頭を渡る風」の埠頭とは晴海ふ頭のこと。「SURF & SNOW in 逗子マリーナ」のライブではラストに毎回歌われ、打ち上げ花火は風物詩となっている。なお、爆風スランプの楽曲「KASHIWAマイ・ラブ」（リードボーカルはパッパラー河合）は、この曲とユーミンへのオマージュとされている。
オリコンチャートの登場週数は8週、チャート最高順位は週間71位、累計1.9万枚のセールスを記録した。

## 収録曲
- Side A：埠頭を渡る風 -The Wind-[2]
- Side B：キャサリン -Catherine-
作詞・作曲：松任谷由実　編曲：松任谷正隆

## 参加ミュージシャン
- ドラム：林立夫
- ベース：高水健司
- エレクトリック・ギター：鈴木茂
- キーボード：松任谷正隆
- パーカッション：斎藤ノブ
- トランペット：羽鳥幸次、数原晋、岸義和
- トロンボーン：新井英治、岡田澄雄
- フレンチ・ホルン：沖田晏宏、松村まさはる
- サックス：Jake H. Conception、村岡建
- フルート：衛藤幸雄、西沢幸彦、旭孝
- ストリングス：トマト・ストリングス
- コーラス：尾形道子、槙みちる、井上知子

## DEENのカバー
『埠頭を渡る風』（ふとうをわたるかぜ）は、DEENの配信限定シングル。 2021年1月11日に配信が開始された。

### 解説
DEENとしては7作品目となる配信限定シングルである。
DEENのカバーアルバム『POP IN CITY 〜for covers only〜』に収録されており、配信限定シングルとして先行配信された。

### 収録曲
1. 埠頭を渡る風
  - 作詞・作曲:松任谷由実、編曲:侑音・山根公路

## その他のカバー
埠頭を渡る風
- かとうれいこ（1991年、ビデオ『魅て！ライヴスペシャル』収録）